# NOW 15
Now (That's What I Call Music 15) er et dansk opsamlingsalbum udgivet 27. marts 2006 i kompilation-serien NOW Music.

## Spor
1. Bryan Rice: "No Promises"
2. Robbie Williams: "Advertising Space"
3. The Black Eyed Peas: "My Humps"
4. Sugababes: "Push The Button"
5. Gwen Stefani: "Luxurious"
6. Daniel Powter: "Bad Day"
7. Pussycat Dolls: "Stickwitu"
8. Craig David: "Don't Love You No More (I'm Sorry)"
9. Chris Brown: "Run It"
10. Christian Walz: Never Be Afraid Again"
11. Texas: "Getaway"
12. Mattafix:"Big City Life"
13. Dolph feat. NBTB: "Arghhh!!!"
14. Ufo Yepha: "Op Med Håret"
15. Bob Sinclar: "Love Generation"
16. Bloodhound Gang: "Uhn Tiss Uhn Tiss Uhn Tiss"
17. Pato: "Nighthawks"
18. Outlandish: "Look Into My Eyes"
19. Coldplay: "Talk"
20. TV-2: "De Første Kærester På Månen"